# Kretzschau
Kretzschau är en kommun och ort i Burgenlandkreis i förbundslandet Sachsen-Anhalt i Tyskland.
Kommunerna Grana och Döschwitz uppgick i Kretzschau 1 januari 2010.
Kommunen ingår i förvaltningsgemenskapen Droyßiger-Zeitzer Forst tillsammans med kommunerna Droyßig, Gutenborn, Schnaudertal och Wetterzeube.